# Christina Hodson
Christina Hodson (Londen) is een Brits-Taiwanees scenarioschrijfster.

## Carrière
Christina Hodson werd geboren in Londen. Ze is gedeeltelijk van Taiwanese afkomst. Ze begon haar filmcarrière als medewerkster van Focus Features. In 2011 maakte ze de overstap naar scenarioschrijven. Ze schreef de thriller Shut In, die in 2016 zou verfilmd worden door Farren Blackburn.
Nadien schreef ze het script voor de Amerikaanse thriller Unforgettable (2017) en de blockbuster Bumblebee (2018), het zesde deel uit de Transformers-franchise.
Eind 2016 schreef Hodson voor Warner Bros. het scenario voor de superheldenfilm Birds of Prey. Vervolgens werd ze door de studio ook ingeschakeld om een script over de superheldin Batgirl te ontwikkelen.

## Filmografie
- Shut In (2016)
- Unforgettable (2017)
- Bumblebee (2018)
- Birds of Prey (2020)
- The Flash (2023)